# Luciogobius ryukyuensis
Luciogobius ryukyuensis är en fiskart som beskrevs av Chen, Suzuki och Hiroshi Senou 2008. Luciogobius ryukyuensis ingår i släktet Luciogobius och familjen smörbultsfiskar. Inga underarter finns listade i Catalogue of Life.